# Bão Nakri (2019)
Bão Nakri năm 2019, được biết đến ở Philippines với tên gọi là bão Quiel, hay cơn bão số 6 theo cách gọi của người dân Việt Nam. Cơn bão này gây ra sóng to, gió lớn, mưa rất to đối với các tỉnh miền Nam Trung Bộ, đặc biệt là Phú Yên, Khánh Hòa.

## Cấp bão
Cấp bão (Việt Nam): cấp 12 - bão cuồng phong
Cấp bão (Nhật Bản): 65kts - bão cuồng phong. Áp suất tối thiểu 975hPA
Cấp bão (Hoa Kỳ): 65kts - bão cuồng phong cấp 1
Cấp bão (Philippines): Bão cuồng phong
Cấp bão (Trung Quốc): 34 m/s - bão cuồng phong
Cấp bão (Hồng Kông): 110 km/h - bão nhiệt đới dữ dội
Cấp bão (Hàn Quốc): 35 m/s - bão cuồng phong

## Lịch sử khí tượng
Một vùng nhiễu động nhiệt đới trên biển Đông đã mạnh lên thành áp thấp nhiệt đới. Áp thấp sau đó được PAGASA gán tên cho là Quiel. Vào tối ngày 5 tháng 11, nó đã mạnh lên thành một cơn bão có tên quốc tế là Nakri. Vì ở trên biển lâu hơn 1 tuần, khoảng thời gian hoàn hảo để bão hấp thụ năng lượng nên nó đã từng đạt đến cấp độ gió cực đại (gió cấp 11, 12 giật cấp 15). Khoảng 23h45 phút ngày 10/11/2019, bão số 6 đã đổ bộ vào phía Nam huyện Đông Hòa, tỉnh Phú Yên (khu vực Mũi Đại Lãnh), với cường độ chỉ còn là áp thấp nhiệt đới cấp 6~7. Trên biển, bão mạnh đến cấp 12; nhưng khi vào gần bờ biển Nam Phú Yên - Bắc Khánh Hòa, do bị không khí lạnh và gió đứt xâm nhập vào phần phía Bắc của bão, di chuyển khá chậm 10–15 km/h và gặp điều kiện không thuận lợi cho bão (độ đứt gió tăng, nước biển vùng Bình Định - Khánh Hoà phổ biến nhất là khoảng 25-26 độ C - lạnh hơn thời điểm mà bão số 5 trước đó tăng cấp khi áp sát bờ) khiến khi áp sát đất liền phía Nam tỉnh Phú Yên đêm 10/11 bão suy yếu nhanh thành áp thấp nhiệt đới; sau khi vào đất liền huyện Đông Hòa, tỉnh Phú Yên (khu vực Mũi Đại Lãnh), phía Nam huyện này hầu như đã trong vùng tâm bão nên mưa tạm giảm, hầu như không có gió, còn các vùng như Bắc Khánh Hoà, các khu vực khác của Phú Yên vẫn còn nằm trong vùng gần tâm bão nên còn gió mạnh và mưa lớn, sau một thời gian thì bão suy yếu nhanh thành vùng thấp và tan dần. Tuy nhiên, do tác động của các hình thế trên kết hợp nên mưa trút xuống vẫn sẽ rất lớn (phổ biến từ 100-300mm, có nơi trên 300mm). Nơi có gió giật cấp 9 đo được ở Tuy Hòa (Phú Yên) và An Nhơn (Bình Định).

## Những thiệt hại
Theo thống kê, không có thiệt hại về người do ảnh hưởng trực tiếp của bão. Tuy nhiên có hai người chết do bị tai nạn trong lúc chằng chống nhà cửa (1 người ở Phú Yên bị điện giật, 1 người ở Bình Định bị trượt chân ngã). Tại Phú Yên xảy ra mất điện cục bộ, đến 6 giờ, ngày 11-11, còn 53/112 xã bị mất điện (đã khôi phục được điện tại 9 xã); ngập cục bộ 50ha mía. Tại Bình Định: 2 ha cây ăn quả gãy, đổ (thuộc huyện Hoài Ân); 250m bờ sông, suối bị sạt lở; 2 tàu cá bị hỏng máy vào ngày 9-11 khi đang hoạt động ở vùng biển nằm ngoài khu vực nguy hiểm do ảnh hưởng của bão, hiện đang được lai dắt về bờ. Tại Khánh Hòa (xã Vạn Ninh, thị xã Ninh Hòa): 100m kênh mương bị hư hỏng; 40m đường giao thông bị sạt lở; 330ha lúa, 20ha hoa màu bị ngập; thiệt hại 10 bè nuôi trồng thủy hải sản; chìm 2 thuyền do đứt dây neo; 1 công trình hạ tầng bị tốc mái.